# Benvenuto Italo Castellani

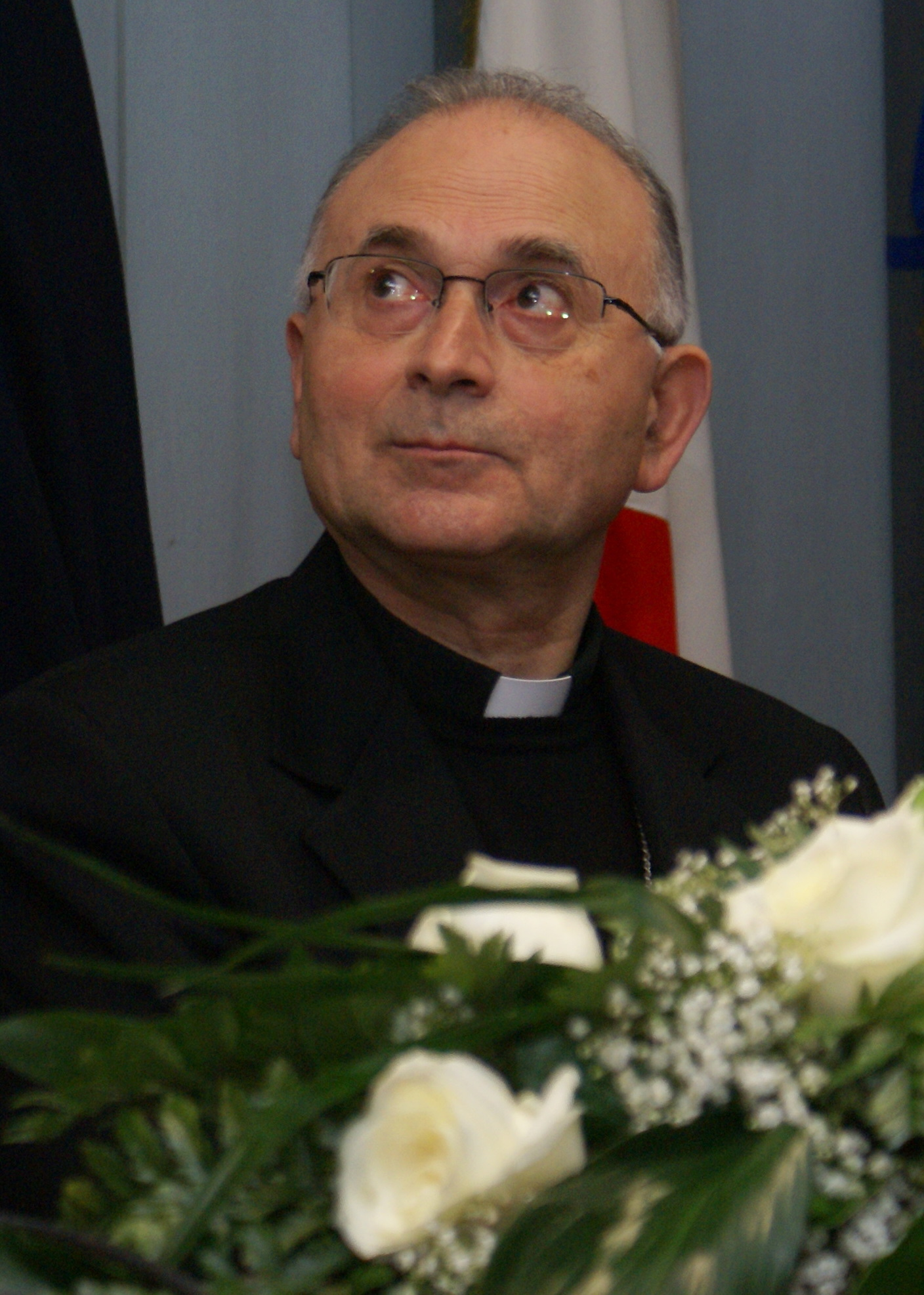
Erzbischof Benvenuto Italo Castellani

Benvenuto Italo Castellani (* 1. Juli 1943 in Cortona, Italien) ist ein italienischer Geistlicher und emeritierter römisch-katholischer Erzbischof von Lucca.

## Leben

Erzbischofswappen

Benvenuto Italo Castellani empfing am 15. Juni 1973 die Priesterweihe.
Papst Johannes Paul II. ernannte ihn am 19. April 1997 zum Bischof von Faenza-Modigliana. Der Kardinalvikar der Diözese Rom und Erzpriester der Lateranbasilika, Camillo Kardinal Ruini, spendete ihm am 15. Juni desselben Jahres die Bischofsweihe; Mitkonsekratoren waren Giovanni D’Ascenzi, Altbischof von Arezzo-Cortona-Sansepolcro, und Flavio Roberto Carraro OFMCap, Bischof von Verona.
Als Wahlspruch wählte er Christus heri et hodie et in saecula. Am 31. Mai 2003 ernannte ihn der Papst zum Koadjutorerzbischof von Lucca. Nach der Emeritierung Bruno Tommasis folgte er diesem am 22. Januar 2005 im Amt des Erzbischofs von Lucca nach.
Am 19. Januar 2019 nahm Papst Franziskus das von Benvenuto Italo Castellani altersbedingt vorgebrachte Rücktrittsgesuch an.